# Massala carthia
Massala carthia är en fjärilsart som beskrevs av William Schaus 1904. Massala carthia ingår i släktet Massala och familjen nattflyn. Inga underarter finns listade i Catalogue of Life.